# Ли Цин
Ли Цин (кит. упр. 李青, пиньинь Lǐ Qīng, р.1 декабря 1972) — китайская прыгунья в воду, призёр Олимпийских игр.

## Биография
Ли Цин родилась в 1972 году в уезде Инчэн округа Сяогань провинции Хубэй. С 6 лет занялась гимнастикой, в 10 лет переключилась на прыжки в воду.
В 1987 году Ли Цин завоевала серебряную медаль Спартакиады народов КНР, в 1988 году стала серебряной призёркой Олимпийских игр в Сеуле. После этого она завоевала ещё ряд медалей престижных международных турниров.
Впоследствии Ли Цин вышла замуж за другого известного китайского прыгуна в воду — Тань Ляндэ.